# كهف مونكس
كهف مونكس هو كهف يقع في كرايستشيرش في نيوزيلندا. من الملحوظ وجود عدد من القطع الأثرية الخشبية التي اكتشفها العمال في عام 1889 أثناء البحث عن معادن الطرق.

## التاريخ
تم اكتشاف الكهف في عام 1889 من قبل العمال الذين كانوا يستخرجون معادن الطرق، كما كان يفعل لعدة سنوات قبل ذلك. قام العمال بتنظيف قاعدة التل وحفرها، مما أدى إلى اكتشاف مدخل الكهف. تم اكتشاف كميات كبيرة من قذائف القواقع عند فتح الكهف. تم إغلاق الكهف على الأرجح بسبب الانهيار الأرضي الذي حدث قبل الاستيطان الأوروبي. أظهر الكهف أدلة على حرائق سابقة بكمية الفحم الموجودة على السطح.

## المصنوعات اليدوية
إحدى القطع الأثرية التي تم العثور عليها في الكهف هي سفينة خشبية، والتي تُعرف أيضًا باسم زورق مداد. تم العثور عليه في عام 1889، في نفس العام الذي تم فيه اكتشاف الكهف. ومن بين القطع الأثرية الأخرى المكتشفة مجداف منحوت، ونازع زورق، ونحت خشبي لكلب، وشظايا من شبكة صيد، وعدد من فأس الحجر الأخضر، وكمية من الشعر الأسود وعظام أسماك وموا، تم العثور عليها في كهف آخر داخل الكهف الرئيسي. ساعدت هذه المصنوعات اليدوية الباحثين في التعرف على ثقافة الماوري. نظرًا لوجود العديد من القطع الأثرية الموجودة في الكهف، فإنه يعتبر من أعظم الاكتشافات الأثرية في نيوزيلندا.